# Веденеев, Валентин Иванович
Валентин Иванович Веденеев (1921—1988) — заместитель командира, штурман эскадрильи 159-го истребительного авиационного полка (275-я истребительная авиационная дивизия, 13-я воздушная армия, Ленинградский фронт), старший лейтенант, участник Великой Отечественной войны, Герой Советского Союза (1945).

## Биография
Валентин Веденеев родился 17 мая 1921 года в селе Флорищи (ныне — Кольчугинский район Владимирской области) в рабочей семье. В 1940 году он окончил три курса металлургического техникума в Кольчугино, после чего работал слесарем, затем мастером завода имени Орджоникидзе по обработке цветных металлов. В феврале 1941 года Веденеев был призван на службу в Рабоче-крестьянскую Красную Армию. В том же году он окончил военную авиационную школу пилотов в Краснодаре. С апреля 1942 года — на фронтах Великой Отечественной войны.

### В годы войны
Первоначально воевал в составе 66-го истребительного авиаполка на самолёте «Як-7». С июля 1942 года воевал в составе 159-го истребительного авиаполка. Летал на истребителях «P-40» и «Ла-5». Участвовал в боях на Западном, Ленинградском, 2-м Прибалтийском и 3-м Белорусском фронтах. В 1943 году Веденеев вступил в ВКП(б). В полку был дружен с Владимиром Серовым, после гибели которого сделал на своём самолёте надпись «За Владимира Серова».
К октябрю 1944 года старший лейтенант Валентин Веденеев был заместителем командира и штурманом эскадрильи 159-го истребительного авиаполка 275-й истребительной авиадивизии 13-й воздушной армии Ленинградского фронта. К тому времени он совершил 182 боевых вылета, принял участие в 52 воздушных боях, в ходе которых сбил 24 вражеских самолёта.
Указом Президиума Верховного Совета СССР от 23 февраля 1945 года за «образцовое выполнение заданий командования и проявленные мужество и героизм в боях с немецкими захватчиками» старший лейтенант Валентин Веденеев был удостоен высокого звания Героя Советского Союза с вручением ордена Ленина и медали «Золотая Звезда» за номером 5984.
К концу войны Веденеев был заместителем командира полка. За годы войны он совершил 191 боевой вылет, в воздушных боях сбил 24 самолёта лично и 1 — в группе.

### Послевоенные годы
В 1946 году Веденеев окончил высшие офицерские лётно-тактические курсы. В 1957 году в звании подполковника был уволен в запас. Вернулся на родину. Проживал в Кольчугино, работал старшим инженером на заводе. В 1981 г. Валентину Ивановичу Веденееву было присвоено звание «Почётный гражданин города Кольчугино». Умер 1 февраля 1988 года. Похоронен на воинском участке городского кладбища в Кольчугине.
Был также награждён орденами Красного Знамени и Отечественной войны 1 степени, двумя орденами Красной Звезды, а также рядом медалей.

## Память
- В городе Кольчугино именем героя названа улица.
- Мемориальные доски на доме, где проживал и на фронтоне здания заводоуправления, где работал.